# Філідор-великодзьоб бурий
Філідо́р-великодзьо́б бурий (Anabazenops dorsalis) — вид горобцеподібних птахів родини горнерових (Furnariidae). Мешкає в Південній Америці.

## Опис
Довжина птаха становить 19 см, вага 34-44 г. Верхня частина тіла каштанова, хвіст рудуватий. Над очима тонкі жовтуваті "брови", щоки темні, горло кремове, нижня частина тіла сірувата.

## Поширення і екологія
Бурі філідори-великодзьоби мешкають в східних передгір'ях Анд в південній Колумбії (Какета), східному Еквадорі, східному [[Перу], на крайньому заході бразильської Амазонії та на півночі Болівії (північний Ла-Пас), а також локально на півдні бразильської Амазонії (Акрі, Рондонія, північ Мату-Гросу). Вони живуть в підліску вологих рівнинних тропічних лісів, на узліссях та в бамбукових заростях. Зустрічаються на висоті від 200 до 1300 м над рівнем моря.